# Мишнево (Удомельский район)
Мишнево — деревня в Удомельском городском округе Тверской области.

## География
Деревня находится в северной части Тверской области на расстоянии приблизительно 4 км на северо-запад по прямой от железнодорожного вокзала города Удомля на западном берегу озера Песьва.

## История
Деревня была известна с 1478 года. В 1859 году была владением помещицы В. П. Крекшиной. Здесь было учтено дворов (хозяйств) 17 (1859 год), 30 (1886), 29 (1911), 52 (1958), 69 (1986), 74 (2000). В советский период истории здесь действовали колхозы «Мишнево» и им. Мичурина, позднее АО «Сезам». До 2015 года входила в состав Порожкинского сельского поселения до упразднения последнего. С 2015 года в составе Удомельского городского округа.

## Население
Численность населения: 113 человек (1859 год), 185 (1886), 181 (1911), 135 (1958), 161 (1986), 213 (русские 88 %) в 2002 году, 202 в 2010.